# Bahía de Litalit
Bahía de Litalit (Litalit Bay) es un cuerpo de agua en la sección oeste de la isla de Siargao, adyacente y situada al este de la de Mindanao en el sur del país asiático de las Filipinas. Es parte del Mar de Filipinas en el conocido como seno de Dinagat. 
La ciudad de San Benito perteneciente a  la provincia de Surigao del Norte (Región Administrativa de Caraga, también denominada Región XIII) se encuentra en la base de la bahía, que la cierran las isla de San Juan al norte y de Cancangón al sur. También se encuentra la isla de su nombre y las de Poneas y Dahikan.